# 日常生活
日常生活（にちじょうせいかつ、英: everyday life）は、毎日繰り返される普段の生活のこと。
日常生活とは、人が生きるために日々繰り返しやっていることである。人によって若干内容は異なるが、たとえば次のようなこと。朝目覚めていつものように顔を洗う、歯をみがく、髪をとかす、いつもの場所で朝食食べる、着替える、学生なら自宅や学校で勉強をするとか宿題をするとか、自営業の仕事をしている人ならいつもの自分の仕事場でいつもの仕事をするとか、勤め人ならいつもの仕事場に行き仕事をして帰ってくるなどということや、農業をしている人ならいつもどおりに畑で仕事をしたり収穫物の出荷をしたり農機具の整備をしたり、漁業にたずさわっている人ならいつも通りに漁に出たり網の手入れをしたり、学業も仕事もしていない人はいつもどおり自宅やいつもの場所でいつも通りのことをして過ごすということである。そしていつもの場所で昼食をとり、いつもと同じ場所で夕食をとったり、あるいはいつものようにトイレに入ったりシャワーをあびたり風呂に入ったり、くつろいだ部屋着を着たり、自宅のいつもの場所でテレビを見たり、近年ならいつものようにYoutubeを見たりSNSをチェックしたり、いつものように甘いもの食べたり人によっては少し酒を飲んだり、そうしていつもの場所で眠りにつくことなどである。一般にはこういった行為、日々ルーチンのように繰り返されている一連の行為・行動が日常生活と呼ばれている。

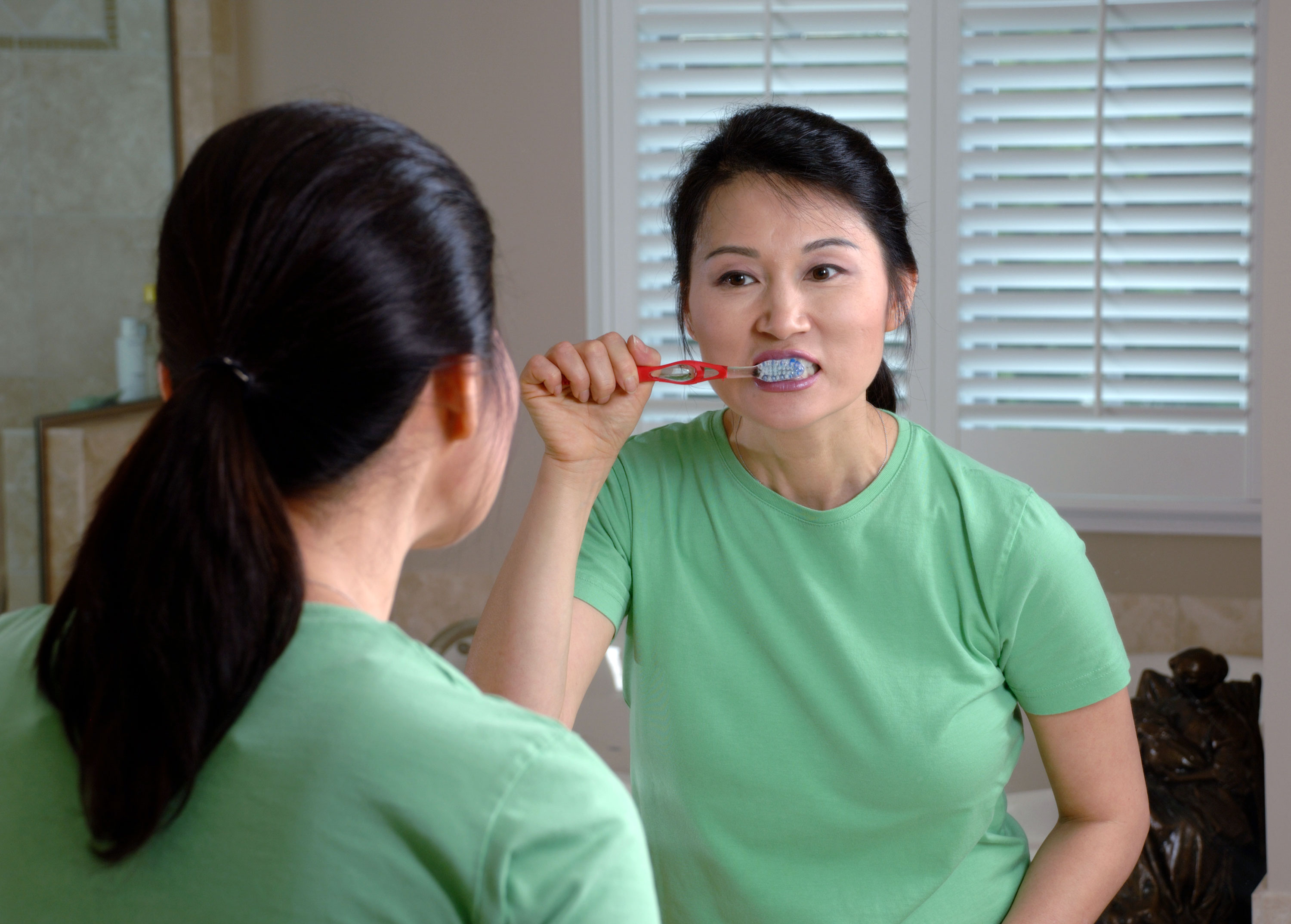
いつものように歯をみがく
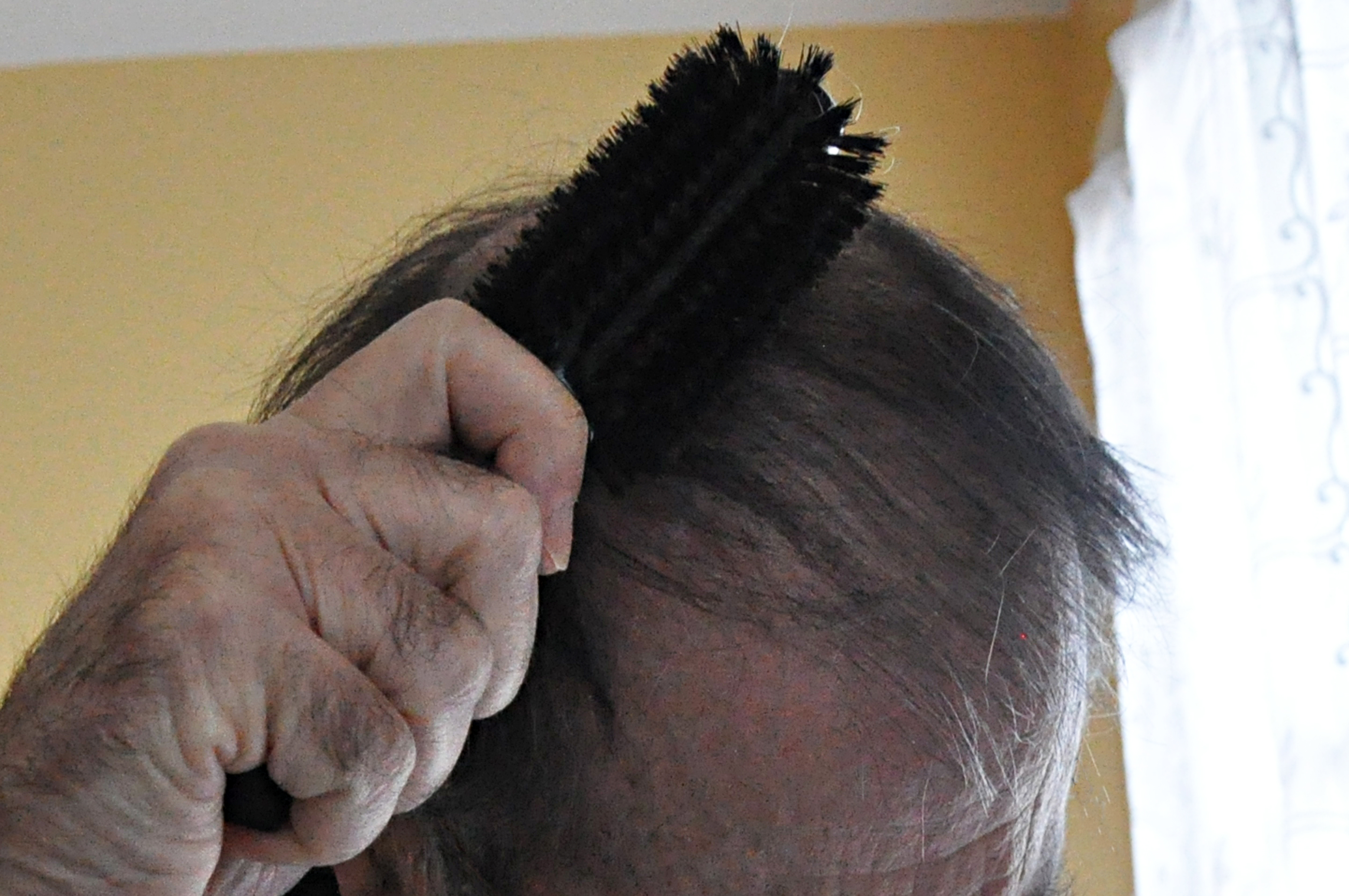
いつものように髪をとかす
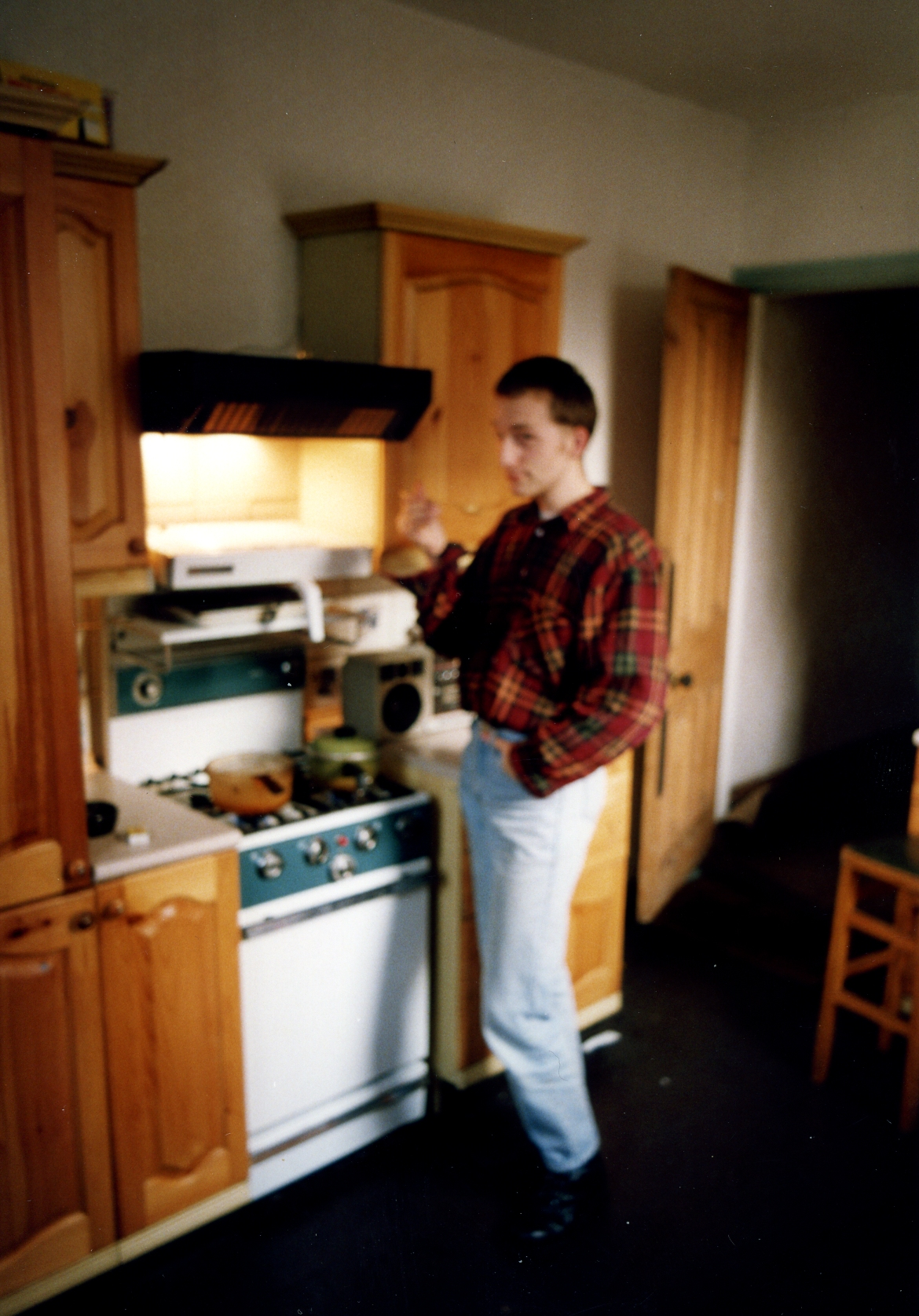
いつものように飲み物を飲み
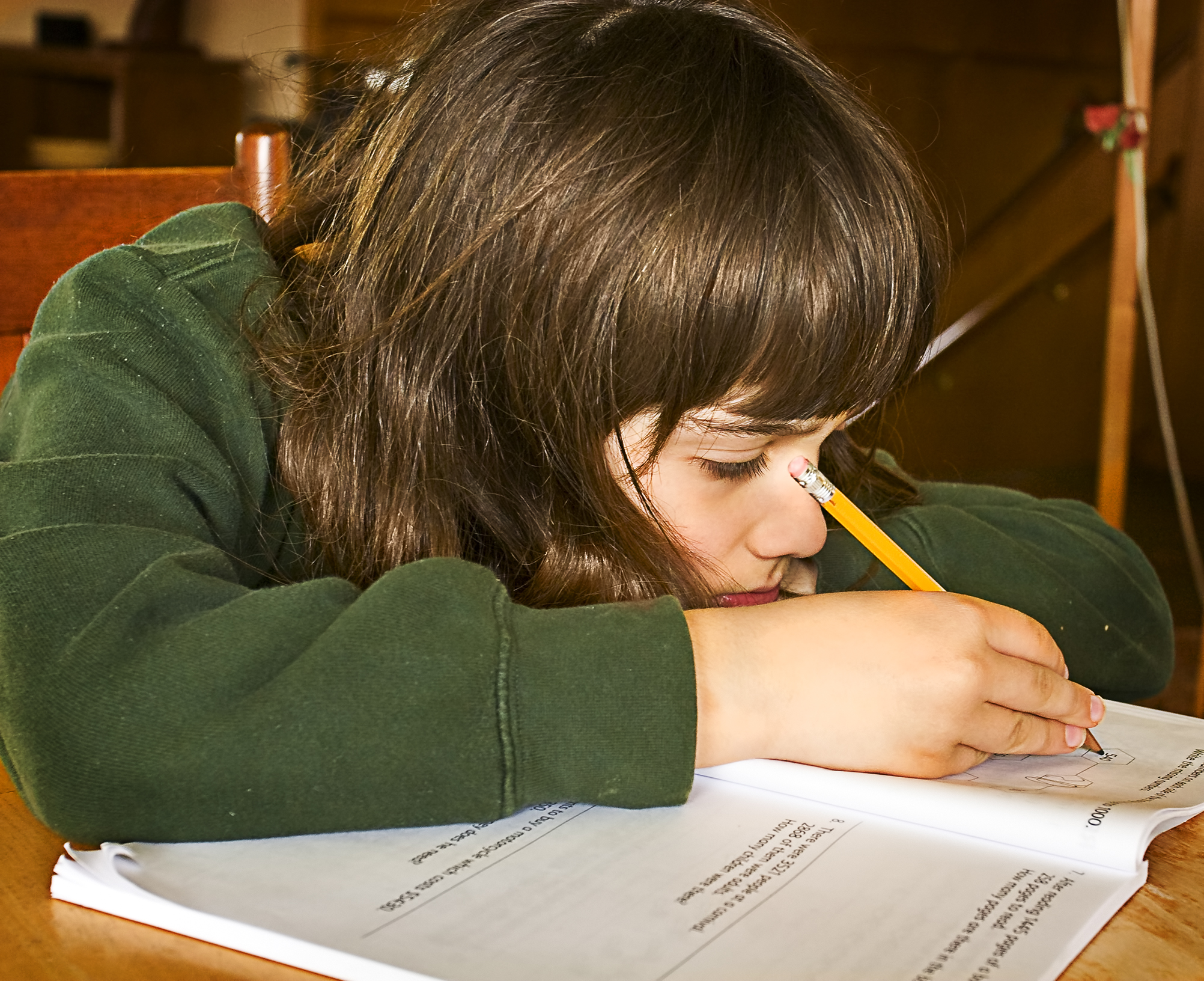
子供はいつものように宿題をしたり
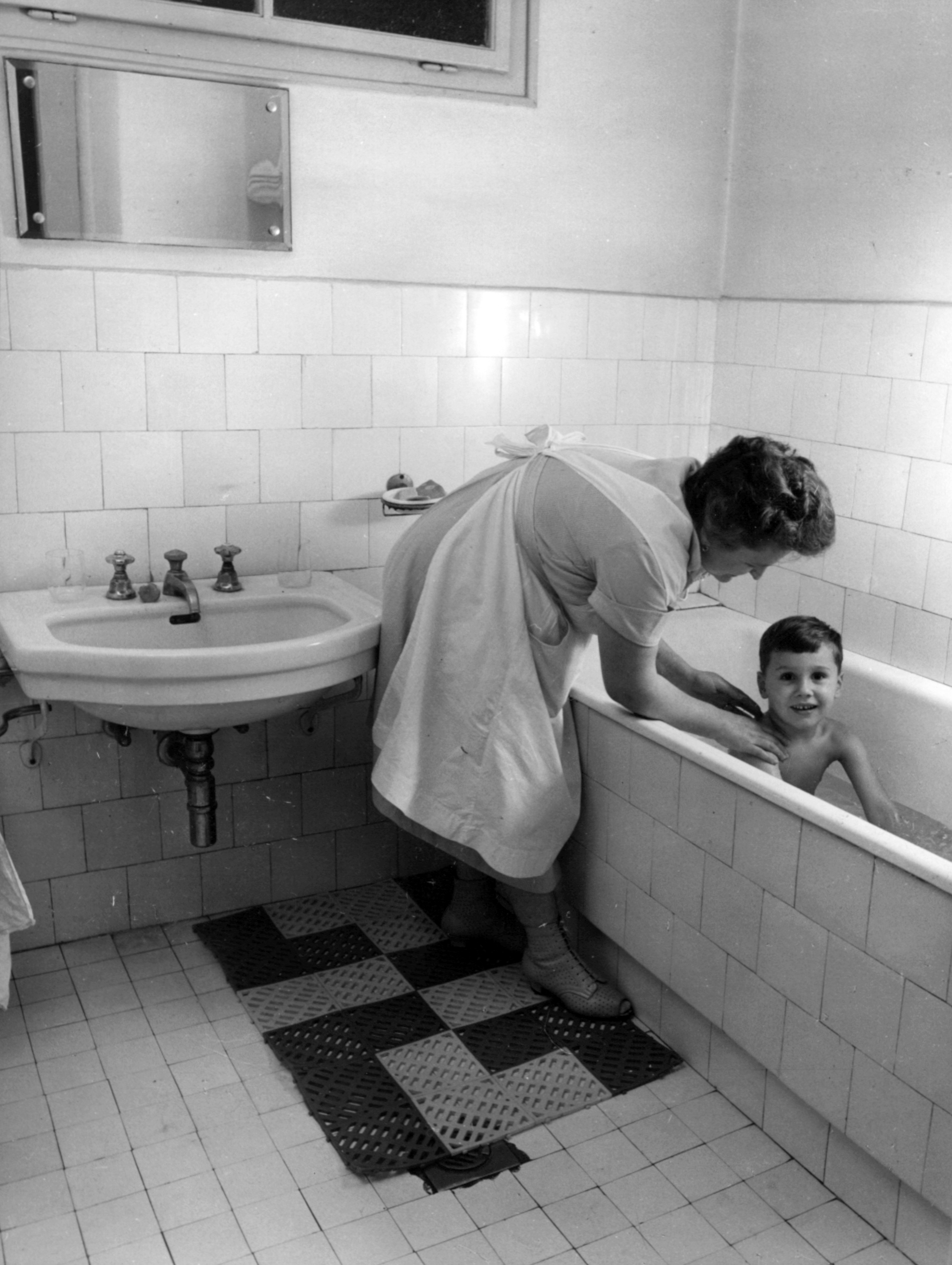
夕方、子供はいつものように入浴
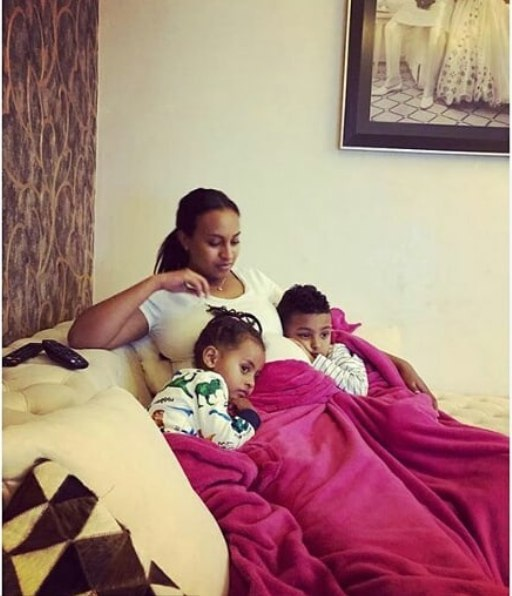
子供がいる人なら、いつものように子供と一緒にテレビを見たり
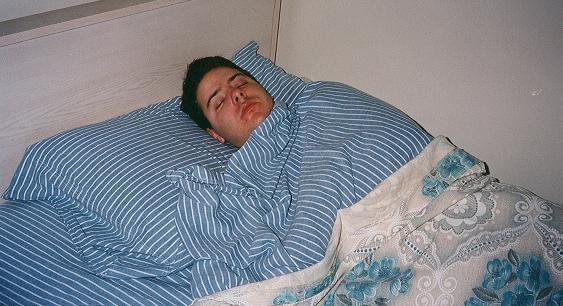
いつもの場所で眠る

禅ではしばしば日常生活に焦点をあて、日常生活の中で禅を行うという手法もとる。日常生活に <禅的思考> を少しだけ取り入れることを生活禅（せいかつぜん）などと言う。たとえば、疲れたなと思ったらちょっと背筋を伸ばしてみる、とか、思い立ったらすぐに始める、などということである。
なお医療とくにリハビリに携わる職種の人々は <日常生活動作>という用語を使って、普段人々が共通して行っている日常生活の具体的な動作、特に仕事以外の動作に特別な注意を払っている。起床・就寝・着替え・食事・歯磨き・洗顔・排泄・入浴などといった行為・行動で行われる動作を具体的に指している。大きな負傷などをして骨・筋肉などを傷めたりすると、人々が当たり前と思っている日常生活を送ることが困難になる。寝たり起きたり着替えたりといったことすらできなくなってしまうのである。

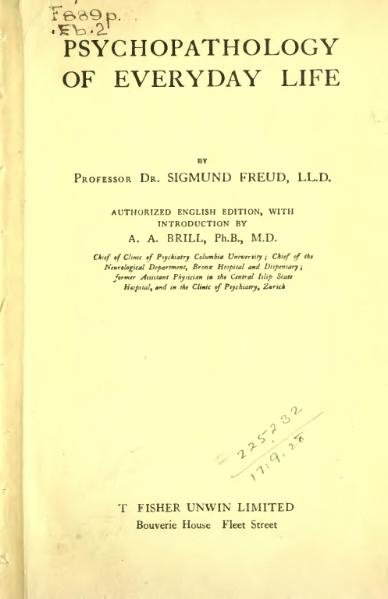
日常生活の人間心理について書かれた学術書

なおニュースというのは事件や普段とは異なった出来事を扱うものであるから、人々が日常生活でしていることはニュース媒体ではほとんど扱われない。報道機関の記者は通常、普通の人々のありきたりな日常生活をわざわざ取材しようとはしない。たとえ個人的には興味を持っている記者がいたとしても、ニュース記事にはできないので仕事としては取材を行っていられない。だが民俗学者、文化人類学者などは、普通の人が普段どのようなことをしているのか、人類は日々どのように生きているのかということに興味を示しそれなりに研究対象とすることがあり、欧米の学者によって人々の日常生活を扱った学術書も、数は多くはないが、書かれてはいる。
<日常生活> の対比概念
なお医療用語ではなく一般的な表現で <日常生活> と対比されているのは <非日常> であり、毎日のようには行わないこと、普段とは違う行為・行動である。日常生活というのは毎日のように繰り返されるので、人は慣れてしまい次第に感情が湧かなくなるものだが、非日常は普段とは違う行為なので印象に残り特別な感情を生むことが多い。
非日常のほうは喜ばしいこともあれば喜ばしくないこともある。たとえば入学試験を受けたり入学式や卒業式に出席することとかあるいは退学させられてしまうとか、また入社試験を受けたり入社式に出席したり退社のお別れ会に参加することとかあるいは突然退社勧告を受けるつまり突然クビになるとか、結婚届けを役所に出して結婚生活を始めたり離婚届けを出して新しく別々の人生を始めたりする日の特別な行為・行動である。また、まれに起きる事故や事件というのも日常生活には含められず、非日常である。たとえば自身が突然事故にあって救急車で病院に運ばれるとか、親が突然しかも初めて倒れて緊急入院したので病院にかけつけ看病したとか、親の葬儀の喪主の役を果たした、などということは日常生活には含まれず、非日常である。また普段の学業や仕事をわざわざ休んで気分転換のために旅に出るなどということも日常生活ではなく <非日常> である。

## Further readings
- ジークムント・フロイト(1901), The Psychopathology of Everyday Life,
- アンリ・ルフェーヴル(1947), Critique of Everyday Life
- Raoul Vaneigem(1967), The Revolution of Everyday Life
- ミシェル・ド・セルトー(1974), The Practice of Everyday Life
- Shotter, John(1993), Cultural politics of everyday life: Social constructionism, rhetoric and knowing of the third kind.
- John A. Bargh(1997), The Automaticity of Everyday life.
- The Everyday Life Reader, 2001, edited by Ben Highmore. ISBN 041523025X